# Baphia semseiana
Baphia semseiana är en ärtväxtart som beskrevs av Richard Kenneth Brummitt. Baphia semseiana ingår i släktet Baphia och familjen ärtväxter. IUCN kategoriserar arten globalt som sårbar. Inga underarter finns listade i Catalogue of Life.